# Плистер, Леон
Леон Плистер (нидерл. Leon Pliester; 20 августа 1954 — 23 октября 2012, Роттердам) — нидерландский шахматист, международный мастер (1982).